# Synoestropsis furcata
Synoestropsis furcata là một loài Trichoptera trong họ Hydropsychidae. Chúng phân bố ở vùng Tân nhiệt đới.